# Louise Johnson (géographe)
Cet article concerne la géographe australienne. Pour la biochimiste britannique, voir Louise Johnson.
Pour les articles homonymes, voir Johnson.
Louise Clare Johnson, née en 1953, est une géographe et universitaire australienne. Spécialisée en géographie du genre, elle s'intéresse aux évolutions urbaines et post-coloniales en Australie. Ses apports théoriques à la géographie du genre, à la géographie post-coloniale et à la construction des villes en Australie sont récompensés par la médaille internationale d'Australie.

## Biographie
Louise Johnson naît en 1953. Elle fait des études en art à l'université de Sydney et soutient en 1992 un doctorat à l'université Monash. Elle est professeure honoraire en études australiennes à l'université Deakin.

## Travaux
Les recherches de Louise Johnson portent sur l'aménagement de l'Australie en tenant compte du genre et du contexte post-colonial.

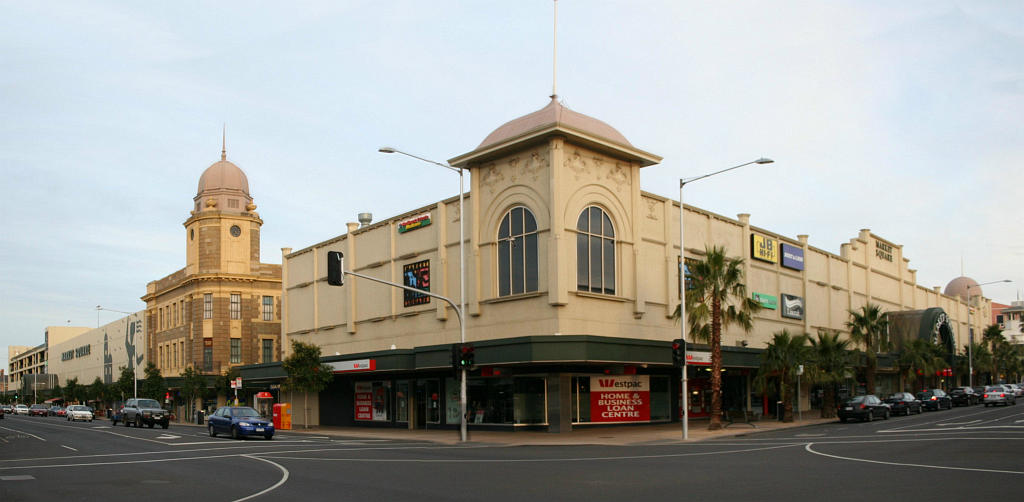
Vue de la ville de Geelong.

Pendant son doctorat, elle s'intéresse avec une approche féministe aux industries textiles à Geelong,. D'après les apports de la géographie féministe, les espaces sont sexués et entourés d'enjeux de pouvoirs qui privilégient les hommes. Elle analyse dans la région les impacts en géographie économique et sociale des évolutions technologiques. Elle montre aussi une mobilisation de la culture et du patrimoine culturel pour favoriser le redéveloppement des villes désindustrialisées. Elle participe à la conceptualisation, à la popularisation des études sur le genre ou incluant les corps, avec plusieurs rétrospectives sur ces concepts et les outils mobilisés,. Ses recherches ouvrent des débats sur la conception et l'utilisation de la ville en fonction du genre.
Elle étudie ensuite les logements (microgéographie), les centres commerciaux, les zones résidentielles et suburbaines d'Australie, ce qui popularise ce type d'échelle dans les études en géographie. 

### Activités éditoriales et institutionnelles
Louise Johnson est membre de plusieurs comités de revues internationales : Women’s Studies International Forum (1986-1997), Gender, Place and Culture: A Journal of Feminist Geography (1993-2006), New Zealand Geographer (1998-2009), An Online Journal of Critical Geography (depuis 2001) et Canadian Geographer (2002-2004).

## Distinctions
- 2011 : Médaille internationale d'Australie[2].

## Publications

### Ouvrages
- Tanja Luckins, David Walker et Louise Johnson, The story of Australia : a new history of people and place, 2022 (ISBN 978-1-032-02950-4, 1-032-02950-1 et 978-1-76029-708-4, OCLC 1237693927, lire en ligne)
- Louise C. Johnson, Cultural capitals : revaluing the arts, remaking urban spaces, Ashgate Pub, 2009 (ISBN 0-7546-4977-6, 978-0-7546-4977-9 et 978-0-7546-8917-1, OCLC 503604816, lire en ligne)
- Louise Johnson, Gaslight Sydney, George Allen & Unwin, 1984 (ISBN 0-86861-359-2, 978-0-86861-359-8 et 0-86861-367-3, OCLC 29005831, lire en ligne)
- Louise Johnson et Jane M. Jacobs, Placebound : Australian feminist geographies, Oxford University Press, 2000 (ISBN 0-19-553566-9 et 978-0-19-553566-2, OCLC 45655265, lire en ligne)

### Articles
- (en) Louise C. Johnson, « Re-placing gender? Reflections on 15 years of Gender, Place and Culture », Gender, Place & Culture, vol. 15, no 6,‎ décembre 2008, p. 561–574 (ISSN 0966-369X et 1360-0524, DOI 10.1080/09663690802518412, lire en ligne, consulté le 2 décembre 2022)
- Louise C. Johnson, « What future for feminist geography? », Gender, Place & Culture, vol. 1, no 1,‎ 1er mars 1994, p. 103–113 (ISSN 0966-369X, DOI 10.1080/09663699408721204, lire en ligne, consulté le 2 décembre 2022)
- (en) Louise Johnson, « Valuing the Arts: Theorising and Realising Cultural Capital in an Australian City », Geographical Research, vol. 44, no 3,‎ septembre 2006, p. 296–309 (ISSN 1745-5863 et 1745-5871, DOI 10.1111/j.1745-5871.2006.00403.x, lire en ligne, consulté le 2 décembre 2022)